# واد البور (واد البور)
واد البور هي إحدى مشيخات المملكة المغربية، تتبع جغرافيا لإقليم شيشاوة وإداريًا لواد البور. يقدر عدد سكانها بـ 2045 نسمة حسب الإحصاء الرسمي للسكان والسكنى لسنة 2004.